# Milton (Pennsilvània)
Milton és una població dels Estats Units a l'estat de Pennsilvània. Segons el cens del 2000 tenia 6.650 habitants.

## Demografia
Segons el cens del 2000, Milton tenia 6.650 habitants, 2.762 habitatges, i 1.748 famílies. La densitat de població era de 742,1 habitants/km².
Dels 2.762 habitatges en un 29,9% hi vivien nens de menys de 18 anys, en un 48,3% hi vivien parelles casades, en un 10,9% dones solteres, i en un 36,7% no eren unitats familiars. En el 32,6% dels habitatges hi vivien persones soles el 15,3% de les quals corresponia a persones de 65 anys o més que vivien soles. El nombre mitjà de persones vivint en cada habitatge era de 2,29 i el nombre mitjà de persones que vivien en cada família era de 2,89.
Per edats la població es repartia de la següent manera: un 23,7% tenia menys de 18 anys, un 7,2% entre 18 i 24, un 27,6% entre 25 i 44, un 22,6% de 45 a 60 i un 18,9% 65 anys o més.
L'edat mediana era de 39 anys. Per cada 100 dones de 18 o més anys hi havia 84,2 homes.
La renda mediana per habitatge era de 30.252 $ i la renda mediana per família de 38.438 $. Els homes tenien una renda mediana de 30.636 $ mentre que les dones 21.384 $. La renda per capita de la població era de 16.980 $. Entorn del 10,6% de les famílies i el 13,5% de la població estaven per davall del llindar de pobresa.

## Poblacions més properes
El següent diagrama mostra les poblacions més properes.